# روسودان جوليتياني
روسودان جوليتياني (بالجورجية: რუსუდან გოლეთიანი) (من موليد 8 سبتمبر 1980 في سوخومي) هي لاعبة شطرنج جورجية أمريكية تحمل ألقاب الاتحاد الدولي للشطرنج للسيدة الدولية. كانت بطلة العالم ثلاث مرات في فئتها العمرية، وبطولة أمريكا القارية للسيدات لعام 2003 وبطولة النساء الأمريكية لعام 2005.

## روابط خارجية
- روسودان جوليتياني على موقع الاتحاد الدولي للشطرنج (الإنجليزية)
- روسودان جوليتياني على موقع مباريات الشطرنج (الإنجليزية)
- روسودان جوليتياني على موقع 365Chess.com (الإنجليزية)
- روسودان جوليتياني على موقع Chesstempo.com (الإنجليزية)
- روسودان جوليتياني على موقع الاتحاد الأمريكي للشطرنج (الإنجليزية)
- روسودان جوليتياني سجل أولمبياد الشطرنج للسيدات على موقع OlimpBase.org (الإنجليزية)